# 聖ペテロに鍵を渡すキリスト (グエルチーノ)
『聖ペテロに鍵を渡すキリスト』（せいペテロにかぎをわたすキリスト、伊: Cristo sonsegna le chiave a san Pietro、英: Chrsit Gives the Keys to Saint Peter）、または『聖ペテロの椅子』（せいぺてろのいす、伊: La Cattedra di san Pietro、英: The Chair of Saint Peter）は、イタリアのバロック絵画の巨匠グエルチーノが1618年にキャンバス上に油彩で制作した絵画である。17世紀のイタリアの美術史家カルロ・チェーザレ・マルヴァージアによれば、チェント大聖堂 の右側身廊ための祭壇画として描かれた。ナポレオン戦争中の1796年にフランス軍に掠奪された後、パリのルーヴル美術館に展示されたが、1816年に返還された。1839年以来、チェントのイル・グエルチーノ市立美術館に所蔵されている。

## 作品
『新約聖書』中の「マタイによる福音書」 (16章18-19) によれば、イエス・キリストは、聖ペテロに「あなたはペテロ。私はこの岩の上にわたしの教会を建てる。陰府の力もこれに対抗できない。わたしはあたなに天の国の鍵を授ける。あなたが地上でつなぐことは、天上でもつながれる。あなたが地上で解くことは、天上でも解かれる」といった。本作はこの記述を絵画化したもので、キリストがペテロに金と銀の2つの鍵を手渡し、教皇の椅子を指差しているところが表されている。ペテロは、予期しない贈り物を受け取った一般人のように見える。
金の鍵は天国の鍵であり、銀の鍵は地上における権力を象徴する。椅子の後にいる天使の1人は教皇となるペテロが被る三重冠を手にしている。画面に目立つ緋色は古来、権力を象徴する色であり、教皇による支配の正当性を強調している。キリストが地上の権力を象徴する銀の鍵をペテロと持つことは意義深い。キリストが表す神意によって、ペテロとその後継者である教皇が地上における神の代理人となったことを意味するからである。この図像は、トレント公会議以降の見解に沿ったものである。カーテンのように上げられた緞帳、構図を横切る対角線、天使と背景の2人の登場人物、光と影の部分などはすべて、本作に演劇的な感じを与えるのに寄与している。この場面で、写実的で自然な姿の人物たちは聖なるものと出会っている。
本作が制作された1618年、グエルチーノはヴェネツィアに旅行したことが知られているが、特に絵画の上部の緞帳にはヴェネツィア派絵画に特徴的なきらびやかな色使いが見られるので、本作は旅行後に制作されたと考えられる。とはいえ、この時期のグエルチーノは自身の様式を確立するにいたったので、以前のようにほかの画家からの具体的な影響を指摘するのは難しい。したがって、この絵画はグエルチーノの成熟を示す作品で、画業初期の傑作となっている。絵画は同時代においても非常に高く評価され、文筆家フランチェスコ・スカンネッリは以下のように述べた。「…これ以上の真実味はミケランジェロ・ダ・カラヴァッジョも見せたことはなかった。特に聖ペテロの姿を見るならば、目にした途端、それは絵よりも本物らしく浮き上がっている」。
なお、会計簿の記録によれば、この絵画は制作されてから16年後の1634年、おそらく湿気による傷みのためにグエルチーノ自身によって補修された。その際、キリストの顔が描き変えられたが、科学調査はキリストの右の眼窩が当初、ちょうど右にいる天使のように陰に沈んでいたことを明らかにしている。